# Valley Station
Valley Station é uma Região censo-designada localizada no estado americano de Kentucky, no Condado de Jefferson.

## Demografia
Segundo o censo americano de 2000, a sua população era de 22.946 habitantes.

## Geografia
De acordo com o United States Census Bureau tem uma área de
20,2 km², dos quais 20,2 km² cobertos por terra e 0,0 km² cobertos por água. Valley Station localiza-se a aproximadamente 139 m acima do nível do mar.

## Localidades na vizinhança
O diagrama seguinte representa as localidades num raio de 12 km ao redor de Valley Station.